# Pierre-Jean Launay
Pour les articles homonymes, voir Launay.
Œuvres principales
- Léonie la bienheureuse
- Les Héros aux mains vides

Pierre-Jean Launay, né à Carrouges le 27 décembre 1900 et mort le 23 avril 1982 à Paris, est un journaliste et un écrivain français, lauréat du Prix Renaudot en 1938.

## Biographie
Les parents de Pierre-Jean Launay sont commerçants quincaillers à Carrouges. Il fait ses études au collège ed l'Immaculée Conception de Flers puis passe le bac de philo en 1918. Peu après, il est appelé sous les drapeaux mais l'Armistice lui épargne la guerre. Il effectue cependant deux ans de service militaire à Paris.
Pierre-Jean Launay entre à l'agence Havas en 1922. En 1931, il entre au journal Paris-Soir comme rédacteur puis il devient premier secrétaire de rédaction et il est, ensuite, rédacteur en chef de Paris-Soir Dimanche. Des liens d'amitié l'unissent alors de Pierre Lazareff, de Georges Gombault et de Raymond Manevy.
À partir de 1937, Pierre-Jean Launay se tourne vers l'écriture et fait paraître des romans. En 1938, Léonie la bienheureuse reçoit le prix Renaudot et le prix des Deux Magots.
En 1939, il est mobilisé. Lors de l'invasion allemande il réussit à se réfugier d'abord en Corrèze, puis il retrouve son journal, Paris-Soir, d'abord à Clermont-Ferrand et après à Lyon. En janvier 1943, il est arrêté par la Gestapo et interné au camp de Compiègne. Les interventions de sa femme et de ses amis lui permettent d'être libéré trois mois après. À la Libération, Pierre-Jean Launay retrouve Raymond Manevy. Il est nommé rédacteur en chef adjoint du quotidien Libération. En désaccord avec les choix d'Emmanuel d'Astier de La Vigerie il quitte sa fonction et rejoint Pierre et Hélène Lazareff qui viennent de créer le magazine féminin  Elle dont il devient directeur littéraire puis directeur-général adjoint jusqu'à sa retraite en 1968.
Il a aussi été directeur de collection aux Éditions Grasset et a fait partie des membres des jurys des prix Interallié et des Quatre Jurys.

### Vie privée
Pierre-Jean Launay se marie avec Georgette Hergast avec qui il a un fils, Jacques. En second mariage, il épouse le 29 juin 1935 Berthe Veve, stagiaire dans une rédaction de journal.

## Œuvre
- 1934 : Fausses notes, deux images en hors-texte de Tito Livio de Madrazo, 200 exemplaires numérotés, collection « Échantillons », éditions G.L.M.
- 1937 : Le Maître du logis, éditions Denoël et Steele
- 1938 : Léonie la bienheureuse, Denoël et Steele – Prix Renaudot et prix des Deux Magots
- 1941 : Les Héros aux mains vides, éditions Corrêa
- 1946 : La mort rôde aux carrefours - Aide-mémoire (nouvelles), Corrêa
- 1948 : Corps à cœur, Corrêa
- 1950 : Ludovic le possédé, Corrêa
- 1954 : Grèce, coll. « Les albums des guides bleus », éditions Hachette
- 1955 : Dans les pas des héros et des dieux, coll. « Dans les pas », Hachette
- 1959 : Îles grecques, coll. « Les Albums des Guides bleus », Hachette
- 1966 : Aux portes de Trézène, coll. « Les Cahiers verts », Grasset
- 1972 : La Grande Demeure, Grasset